# Scynk długonogi
Scynk długonogi, scynk berberyjski (Eumeces schneiderii) – gatunek jaszczurki z rodziny scynkowatych (Scincidae). Występuje na terenie od Afryki Północnej, przez półwysep Synaj, Izrael, Palestynę, Jordanię, Liban, Anatolię i Cypr do zachodniej i środkowej Azji (na wschód po północno-zachodnie Indie). Występuje na wysokości do 1800 m n.p.m.
Scynk długonogi jest sporo większy od aptekarskiego – dorasta do 45 cm długości. Na szaro-stalowym tle ułożone są jaskrawo-pomarańczowe paski. Po jego bokach biegną żółte smugi, zaś brzuch jest jasny. Jego ubarwienie zmienia się zależnie od oświetlenia – pod żarówką staje się jaśniejszy, w ciemnościach barwy są jaskrawsze. Podobnie jak ich krewni – scynki aptekarskie, uwielbiają suche pustynie i zakopują się w piasku. Czasami całą dobę spędzają wkopane w podłoże, gdzie są prawie niewidoczne. W piasek wwiercają się swoim wydłużonym pyszczkiem, łapy zaś składają wzdłuż ciała, upodabniając się do węża. Potem, kichając, usuwają piasek zalegający w ich drogach oddechowych.
Samce scynków bardzo dbają o swoje terytorium i nie znoszą rywali. Lepiej więc nie trzymać w jednym terrarium więcej niż jednego scynka berberyjskiego, gdyż grozić to może bijatykami i walką o dominację. Scynki berberyjskie nie przepadają też za towarzystwem innych jaszczurek.
Terrarium dla tego scynka długonogiego, podobnie jak dla aptekarskiego, nie musi być wysokie, ale warto zainwestować w jego powierzchnię. Jako podłoże najlepiej sprawdza się piasek, ale może to być również drobna ściółka z drzew liściastych. Tutaj również dobrze jest wstawić korzenie i kamienie (uważając, by nie przygniotły scynka, który może wkopać się piasek pod nimi). Oświetlenie takie samo jak w przypadku scynków aptekarskich – UV (konieczne zwłaszcza dla młodych, rosnących jaszczurek) lub promienniki. Scynki berberyjskie najlepiej karmić owadami – świerszczami, karaczanami, mącznikami itp. Owady te kupować można w specjalistycznych sklepach zoologicznych. Czasami, dla urozmaicenia diety, można podać mysie noworodki, a także złapane osobiście latem pasikoniki, ślimaki czy ćmy. Dobrze także co jakiś czas dodawać do ich diety świeże warzywa i owoce. Warto też dosypywać do pokarmu preparaty witaminowe. Dorosłym osobnikom wystarczy karmienie raz na 2–3 dni, młode muszą być karmione codziennie.
Scynki berberyjskie, mimo iż agresywne w stosunku do innych jaszczurek, do człowieka nastawione są przyjaźnie. Bardzo łatwo i szybko oswajają się, domagają się wyciągania z terrarium, chętnie wchodzą na rękę. Wyjęty z terrarium scynk jest niezwykle ruchliwy – trzeba pilnować, by nie spadł na ziemię i nie zrobił sobie krzywdy bądź nie uciekł. Na ogół jednak jaszczurka jest w terrarium całkowicie niewidoczna, gdyż lubi spędzać czas zakopana w ściółce. W takich przypadkach nie powinno się jej wyciągać na siłę i bez przerwy niepokoić, gdyż jej cykl dobowy ulegnie zakłóceniu, a samo zwierzę będzie zestresowane. Aby hodować scynki berberyjskie nie są wymagane żadne zezwolenia.